# Carolina Jurczak
Carolina Jurczak, est une actrice française de cinéma, de télévision et de théâtre.

## Biographie
Née de parents polonais, Carolina Jurczak pratique la danse classique et le piano dès son plus jeune âge. Très vite, elle poursuit sa scolarité en sport étude à l'Institut de danse Janine Stanlowa. Après le bac, elle entre sur concours à Rudra Maurice Béjart à Lausanne. Elle y danse notamment une création de Maurice Béjart, Tchékov au bois dormant, puis Le Sacre du Printemps. Elle revient à Paris et entre au Cours Florent, puis en Classe Libre. Elle fait ses débuts à la télévision dans plusieurs téléfilms, notamment Deux flics sur les docks avec Bruno Solo et Jean-Marc Barr, où son rôle lui vaut le prix du jeune espoir féminin au Festival de la fiction TV de La Rochelle. En 2016, elle joue dans la première série Netflix, Marseille, où elle interprète le rôle de Barbara aux côtés de Gérard Depardieu et de Benoît Magimel. Au théâtre, elle est choisie pour jouer dans L'Autre de Florian Zeller au théâtre de Poche-Montparnasse.
Elle joue dans Carthago, une série israélienne diffusée sur Kan 11, réalisée par Tomer shani et écrite par Reshef Levi, dans laquelle elle interprète, en anglais, le rôle d'Helena Davidson. Carthago est sélectionné en compétition officiel à Canneseries

## Filmographie
- 2011 : À la recherche du temps perdu (téléfilm) de Nina Companeez
- 2011 : Victoire Bonnot (série télévisée) : Patricia
- 2012 : Deux flics sur les docks de Edwin Baily : Maddox
- 2013 : La Croisière (série télévisée) : Élodie
- 2013 : Section de recherches (série télévisée) : Louise Mariani
- 2013 : L'Œil du hibou (court métrage) : la danseuse
- 2013 : Les Cardinaux (minisérie)
- 2013 : Vaugand (série télévisée) de Charlotte Brändström : Elodie Varennes
- 2014 : La Crème de la crème de Kim Chapiron : la Pasionaria
- 2014 : Détectives (série télévisée) : Manon Boeckler
- 2014 : Rouge sang de Xavier Durringer : Marion
- 2014 : Glissière (court métrage) : Marie
- 2015 : Les Heures souterraines (téléfilm) de Philippe Harel : Lila
- 2015 : Flic tout simplement (téléfilm) : Hélène Monteil
- 2015 : Skål (court métrage) : Audrey
- 2017 : L'École buissonnière de Nicolas Vanier : Florence
- 2016-2018 : Marseille (série télévisée) de Florent-Emilio Siri: Barbara
- 2018 : Ben (série télévisée) d'Akim Isker: Lola
- 2018 : Crime dans le Luberon (téléfilm) d'Éric Duret: Élodie Pasquier
- 2018 : Clément, Alex et tous les autres : Alex
- 2019 : Coup de foudre à Saint-Pétersbourg (téléfilm)  de Christophe Douchand
- 2020 : La Garçonne (mini-série) de Paolo Barzman : Delphine Paul
- 2021 : La Fille dans les bois (téléfilm) de Marie-Hélène Copti : Jeanne
- 2021 : La Petite Femelle (téléfilm) de Philippe Faucon : Monique Mercier
- 2021 : Totems (série télévisée) de Juliette Soubrier et d'Olivier Dujols : Marie Contignet
- 2023 : Carthago[2] (série télévisée) de Reshef Levi : Helena Davidson
- 2024 : Joli Joli de Diastème

## Théâtre
- 2015 : L'Autre de Florian Zeller, mise en scène Thibault Ameline
- 2019 : Jacques et son maître de Milan Kundera, mise en scène Nicolas Briançon, Festival d'Anjou
- 2025 : Le Journal d'Antoine Beauquier, mise en scène Anne Bouvier, théâtre de Paris

## Distinctions
- 2012 : Prix jeune espoir féminin pour Deux flics sur les docks au Festival de la fiction TV de La Rochelle[3]